# Herchenhain
Herchenhain ist ein Ortsteil der Gemeinde Grebenhain im mittelhessischen Vogelsbergkreis. Das Dorf liegt auf offener Flur, knapp 5 km westlich von Grebenhain und unmittelbar südwestlich der Herchenhainer Höhe. Es ist der westlichste Ortsteil der Gemeinde und der höchstgelegene Ort in Hessen. Dalherda, Ortsteil von Gersfeld in der hessischen Rhön, liegt bei über 700 m üNN.

## Geschichte

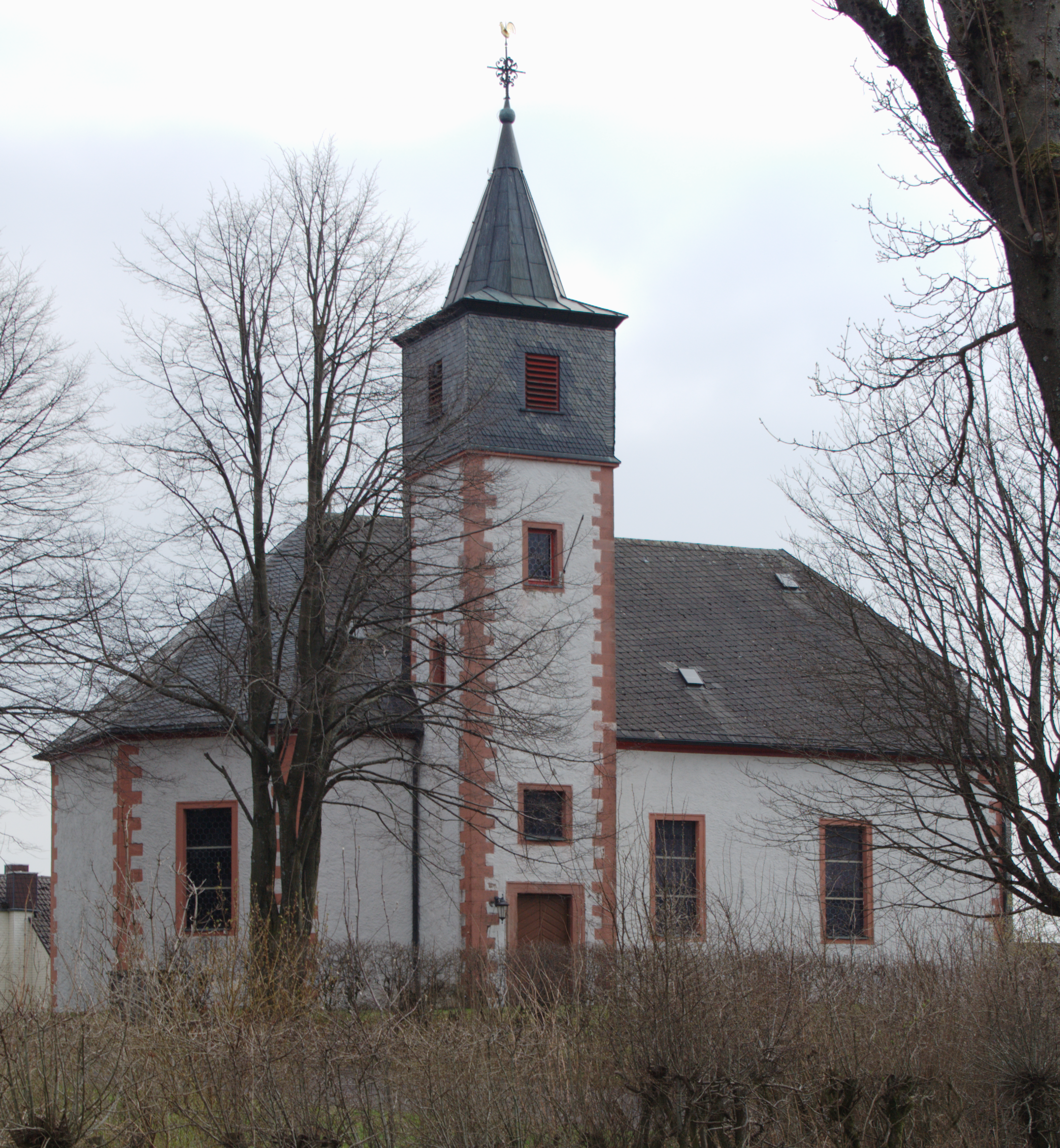
Evangelische Pfarrkirche in Herchenhain

Der Ort liegt an einem frühmittelalterlichen Höhenweg Herchenhain-Crainfeld-Steinfurt-Schlechtenwegen-Blankenau-Fulda.

### Mittelalter
Die älteste bekannte urkundliche Erwähnung von Herchenhain erfolgte in einer Urkunde aus dem Jahr 1289 als „villa Herchenhain“. Danit wird Herchenhain bereits in der Ersterwähnung als Dorf bezeichnet. Der Ortsname lässt sich auf einen Personennamen „Hericho“ oder „Haricho“ zurückführen.
Erstmals wird eine Pfarrkirche in Herchenhain 1315 erwähnt: „... ad parochialem ecclesiam in Hergenheim ...“ (zur Pfarrkirche nach Herchenhain).
Am 29. September 1358 beurkundete Graf Gottfried VII. von Ziegenhain, dass er dem Abt Heinrich VII. von Fulda die Hälfte von Herchenhain mit Ausnahme des Kirchensatzes überlassen habe und dass sie beide daselbst eine Burg und Stadt erbaut hätten, die als völlig gemeinsam angesehen werden und im Fall einer Fehde zwischen ihnen den Gerichten Burkhards und Crainfeld zum Schutz und Schirm dienen sollte. Kaiser Karl IV. verlieh am 9. April 1359 Herchenhain die Stadtrechte und somit auch das Recht, Märkte abzuhalten. Zur wirklichen Herausbildung einer Stadt ist es jedoch in den folgenden Jahrhunderten nicht gekommen. Auch gibt es bisher keine Hinweise auf die tatsächliche Errichtung einer Burg in Herchenhain.

### Neuzeit
1536 wird der erste evangelische Seelsorger in Herchenhain erwähnt (ein Herr Henrius). Während des Dreißigjährigen Krieges wurde Herchenhain 1622 von Truppen des Herzogs Christian von Braunschweig-Wolfenbüttel geplündert, 1634 von kroatischen Söldnern. 1635 herrschte die Beulenpest und raffte viele Bewohner dahin.
1841 bis 1843 herrschten Missernten und große Hungersnot in Herchenhain, weshalb viele Einwohner nach Nordamerika und später in die industriellen Ballungsgebiete auswanderten. 54 Höfe verschwanden völlig. im Zweiten Weltkrieg wurde Herchenhain in der Nacht vom 7. auf den 8. August 1941 durch britische Kampfflugzeuge bombardiert, wodurch mehrere Häuser und Höfe zerstört und zwei Menschen getötet wurden. Ziel des Angriffs war möglicherweise die nahegelegene Luftmunitionsanstalt Hartmannshain im Oberwald, umgangssprachlich Muna genannt.
Die Statistisch-topographisch-historische Beschreibung des Großherzogthums Hessen berichtet 1830 über Herchenhain:

„Herchenhain (L. Bez. Schotten) evangel. Pfarrdorf; liegt im Vogelsberg am Bilstein, in einer sehr kalten rauhen Gegend, und 2592 Hess. (1994 Par.) Fuß über der Meeresfläche erhaben, so wie 4 St. von Schotten entfernt. Der Ort hat eine Kirche, 91 Häuser und 508 evangelische Einwohner, unter welchen sich namentlich 12 Weber und 10 Schuhmacher befinden. Jährlich werden 2 Vieh- und Krämermärkte gehalten, von welchen jeder zwei Tage dauert, und welche sehr stark besucht werden. Auch treibt der Ort selbst eine starke Viehzucht, da die Gemarkung sehr viel Wiesen und Weiden, von erstern mehr als Ackerfeld, besitzt. Im Jahr 1785 lag der Schnee 12 Fuß hoch und höher. – Im 14. Jahrhundert wird die Kirche zu Herchenhain, als Pfarrkirche genannt, zu welcher Sichenhausen und Hartmannshain als Filiale gehörten. Den 29. September 1358 bekennt der Fuldische Abt Heinrich, daß ihm Graf Gottfried von Ziegenhain die Hälfte von Herchenhain, mit Ausnahme des Kirchsatzes überlassen, und daß sie beide daselbst eine Burg und eine Stadt gebauet, welche völlig als gemeinsam angesehen werden, und im Fall einer Fehde zwischen ihnen oder ihren Erben den Gerichten Burkhards und Crainfeld zu Schutz und Schirm dienen sollte. Wahrscheinlich bestand diese Burg und Stadt nicht lange, wohl aber mögen sich die Märkte aus jenen Zeiten herleiten.“

Im Zuge der Gebietsreform in Hessen fusionierte die Gemeinde Herchenhain mit zehn benachbarten Gemeinden freiwillig zum 31. Dezember 1971 zur neugebildeten Großgemeinde Grebenhain. Seit dem 1. August 1972 gehört der Ort außerdem zum damals neugebildeten Vogelsbergkreis. Für die eingegliederten Gemeinden von Grebenhain wurden je ein Ortsbezirk mit Ortsbeirat und Ortsvorsteher nach der Hessischen Gemeindeordnung gebildet.

### Staats- und Verwaltungsgeschichte im Überblick
Die folgende Liste zeigt die Regionen, in denen Herchenhain lag, sowie die Verwaltungseinheiten, denen es unterstand:
- Vor 1450: Heiliges Römisches Reich, Grafschaft Ziegenhain, Amt Nidda, Gericht Burkhards
- 1450–1495: Erbstreit zwischen der Landgrafschaft Hessen und den Grafen von Hohenlohe
- ab 1450: Heiliges Römisches Reich, Landgrafschaft Hessen, Amt Nidda, Gericht Burkhards[12]
- ab 1567: Heiliges Römisches Reich, Landgrafschaft Hessen-Marburg, Amt Nidda, Gericht Burkhards[13]
- 1604–1648: Heiliges Römisches Reich, strittig zwischen Landgrafschaft Hessen-Darmstadt und Landgrafschaft Hessen-Kassel (Hessenkrieg)
- ab 1604: Heiliges Römisches Reich, Landgrafschaft Hessen-Darmstadt, Oberfürstentum Hessen, Amt Lißberg, Gericht Burkhards[14]
- 1787: Heiliges Römisches Reich, Landgrafschaft Hessen-Darmstadt, Oberfürstentum Hessen, Amt Nidda und Lißberg, Gericht Burkhards[15]
- ab 1806: Großherzogtum Hessen, Fürstentum Oberhessen, Amt und (seit 1803) Gericht Lißberg[16][17]
- ab 1815: Großherzogtum Hessen, Provinz Oberhessen, Amt Lißberg[18]
- ab 1821: Großherzogtum Hessen, Provinz Oberhessen, Landratsbezirk Schotten[19][Anm. 1]
- ab 1832: Großherzogtum Hessen, Provinz Oberhessen, Kreis Nidda
- ab 1848: Großherzogtum Hessen, Regierungsbezirk Nidda
- ab 1852: Großherzogtum Hessen, Provinz Oberhessen, Kreis Schotten
- ab 1866: Norddeutscher Bund, Großherzogtum Hessen, Provinz Oberhessen, Kreis Schotten
- ab 1871: Deutsches Reich, Großherzogtum Hessen, Provinz Oberhessen, Kreis Schotten
- ab 1918: Deutsches Reich, Volksstaat Hessen, Provinz Oberhessen, Kreis Schotten
- ab 1938: Deutsches Reich, Volksstaat Hessen, Landkreis Lauterbach
- ab 1945: Deutsches Reich, Amerikanische Besatzungszone, Groß-Hessen, Regierungsbezirk Darmstadt, Landkreis Lauterbach
- ab 1946: Deutsches Reich, Amerikanische Besatzungszone, Hessen, Regierungsbezirk Darmstadt, Landkreis Lauterbach
- ab 1949: Bundesrepublik Deutschland, Hessen, Regierungsbezirk Darmstadt, Landkreis Lauterbach
- ab 1972: Bundesrepublik Deutschland, Hessen, Regierungsbezirk Darmstadt, Vogelsbergkreis
- ab 1981: Bundesrepublik Deutschland, Hessen, Regierungsbezirk Gießen, Vogelsbergkreis

### Gerichte seit 1803
In der Landgrafschaft Hessen-Darmstadt wurde mit Ausführungsverordnung vom 9. Dezember 1803 das Gerichtswesen neu organisiert. Für das Fürstentum Oberhessen (ab 1815 Provinz Oberhessen) wurde das „Hofgericht Gießen“ eingerichtet. Es war für normale bürgerliche Streitsachen Gericht der zweiten Instanz, für standesherrliche Familienrechtssachen und Kriminalfälle die erste Instanz. Übergeordnet war das Oberappellationsgericht Darmstadt. Die Rechtsprechung der ersten Instanz wurde durch die Ämter bzw. Standesherren vorgenommen und somit war für Herchenhain das Amt Lißberg zuständig. Nach der Gründung des Großherzogtum Hessen 1806 wurden die Aufgaben der ersten Instanz 1821–1822 im Rahmen der Trennung von Rechtsprechung und Verwaltung auf die neu geschaffenen Land- bzw. Stadtgerichte übergingen. Herchenhain fiel in den Gerichtsbezirk des „Landgerichts Schotten“.
Anlässlich der Einführung des Gerichtsverfassungsgesetzes mit Wirkung vom 1. Oktober 1879, infolge derer die bisherigen großherzoglichen Landgerichte durch Amtsgerichte an gleicher Stelle ersetzt wurden, während die neu geschaffenen Landgerichte nun als Obergerichte fungierten, kam es zur Umbenennung in „Amtsgericht Schotten“ und Zuteilung zum Bezirk des Landgerichts Gießen. Am 1. November 1907 wurde Herchenhain dem Bezirk des Amtsgerichts Ortenberg zugeteilt. Mit Wirkung vom 1. November 1949 wurde Herchenhain dem Bezirk des Amtsgerichts Herbstein zugewiesen. Am 1. Juli 1957 verlor das Amtsgericht Herbstein seine Selbständigkeit und wurde endgültig – nachdem es dies schon zu Ende des Zweiten Weltkrieges war – zur Zweigstelle des Amtsgerichts Lauterbach. Am 1. Juli 1968 wurde auch diese Zweigstelle aufgehoben. Am 1. Januar 2005 wurde das Amtsgericht Lauterbach als Vollgericht aufgehoben und zur Zweigstelle des Amtsgerichts Alsfeld. Zum 1. Januar 2012 wurde auch diese Zweigstelle geschlossen.

## Bevölkerung

### Einwohnerstruktur 2011
Nach den Erhebungen des Zensus 2011 lebten am Stichtag dem 9. Mai 2011 in Herchenhain 411 Einwohner. Darunter waren 6 (1,5 %) Ausländer. Nach dem Lebensalter waren 63 Einwohner unter 18 Jahren, 120 zwischen 18 und 49, 96 zwischen 50 und 64 und 129 Einwohner waren älter. Die Einwohner lebten in 225 Haushalten. Davon waren 63 Singlehaushalte, 87 Paare ohne Kinder und 51 Paare mit Kindern, sowie 18 Alleinerziehende und 3 Wohngemeinschaften. In 78 Haushalten lebten ausschließlich Senioren und in 99 Haushaltungen lebten keine Senioren.

### Einwohnerentwicklung
| • 1806: | 515 Einwohner, 91 Häuser           |
| • 1829: | 508 Einwohner, 100 Häuser          |
| • 1867: | 426 Einwohner, 66 bewohnte Gebäude |
| • 1875: | 385 Einwohner, 68 bewohnte Gebäude |

| Herchenhain: Einwohnerzahlen von 1791 bis 2020 | Herchenhain: Einwohnerzahlen von 1791 bis 2020 | Herchenhain: Einwohnerzahlen von 1791 bis 2020 | Herchenhain: Einwohnerzahlen von 1791 bis 2020 | Herchenhain: Einwohnerzahlen von 1791 bis 2020 |
| --- | ---------------------------------------------- | ---------------------------------------------- | ---------------------------------------------- | ---------------------------------------------- |
| Jahr |                                                |                                                |                                                | Einwohner                                      |
| 1791 | 1791                                           |                                                | 462                                            | 462                                            |
| 1800 | 1800                                           |                                                | 503                                            | 503                                            |
| 1806 | 1806                                           |                                                | 515                                            | 515                                            |
| 1829 | 1829                                           |                                                | 508                                            | 508                                            |
| 1834 | 1834                                           |                                                | 502                                            | 502                                            |
| 1840 | 1840                                           |                                                | 505                                            | 505                                            |
| 1846 | 1846                                           |                                                | 566                                            | 566                                            |
| 1852 | 1852                                           |                                                | 493                                            | 493                                            |
| 1858 | 1858                                           |                                                | 468                                            | 468                                            |
| 1864 | 1864                                           |                                                | 434                                            | 434                                            |
| 1871 | 1871                                           |                                                | 405                                            | 405                                            |
| 1875 | 1875                                           |                                                | 385                                            | 385                                            |
| 1885 | 1885                                           |                                                | 345                                            | 345                                            |
| 1895 | 1895                                           |                                                | 352                                            | 352                                            |
| 1905 | 1905                                           |                                                | 358                                            | 358                                            |
| 1910 | 1910                                           |                                                | 340                                            | 340                                            |
| 1925 | 1925                                           |                                                | 321                                            | 321                                            |
| 1939 | 1939                                           |                                                | 329                                            | 329                                            |
| 1946 | 1946                                           |                                                | 384                                            | 384                                            |
| 1950 | 1950                                           |                                                | 403                                            | 403                                            |
| 1956 | 1956                                           |                                                | 363                                            | 363                                            |
| 1961 | 1961                                           |                                                | 349                                            | 349                                            |
| 1967 | 1967                                           |                                                | 412                                            | 412                                            |
| 1970 | 1970                                           |                                                | 412                                            | 412                                            |
| 1980 | 1980                                           |                                                | ?                                              | ?                                              |
| 1990 | 1990                                           |                                                | ?                                              | ?                                              |
| 2000 | 2000                                           |                                                | ?                                              | ?                                              |
| 2011 | 2011                                           |                                                | 411                                            | 411                                            |
| 2015 | 2015                                           |                                                | 416                                            | 416                                            |
| 2020 | 2020                                           |                                                | 453                                            | 453                                            |
| Datenquelle: Historisches Gemeindeverzeichnis für Hessen: Die Bevölkerung der Gemeinden 1834 bis 1967. Wiesbaden: Hessisches Statistisches Landesamt, 1968. Weitere Quellen: LAGIS; 1791; 1800; nach 1970 Gemeinde Grebenhain: webarchiv; Zensus 2011 |                                                |                                                |                                                |                                                |

### Historische Religionszugehörigkeit
| • 1829: | 508 evangelische (= 100 %) Einwohner                              |
| • 1961: | 317 evangelische (= 90,83 %), 25 katholische (= 7,16 %) Einwohner |

## Politik

### Ortsvorsteher
Ortsvorsteherin ist Ursula Keil (Stand 2022).

### Wappen
Blasonierung: „Schild gespalten. Links in Silber ein schwarzes Kreuz, rechts in schwarz-goldener Teilung oben ein sechsstrahliger silberner Stern.“
Das Recht zur Führung eines Wappens wurde der ehemaligen Gemeinde Herchenhain im Landkreis Lauterbach am 14. Juni 1951 durch den Hessischen Innenminister verliehen.
Gestaltet wurde es durch den Darmstädter Heraldiker Georg Massoth.
Das gespaltene Schild zeigt im linken Feld das Wappen der Grafen von Ziegenhain und im rechten Feld das Wappen der Fürstabtei Fulda. Es erinnert damit an die 1358 von beiden Territorialherrschaften geschlossene Übereinkunft zur Gründung einer gemeinsamen Burg und Stadt in Herchenhain.

## Kultur und Sehenswürdigkeiten

### Johanismarkt
Herchenhain feierte 2009 seinen 650. Johannismarkt. Eine Bestückung dieses traditionellen Marktes lässt sich aus einer Aufzeichnung aus dem Jahr 1846 verfolgen, als der Markt in Herchenhain als viel besucht, mit 151 Wirten, 306 großen und 449 kleinen Krämern, 2 Karussells, 1 Wachsfigurenkabinett, 12 Zirkusse, sowie der Auftrieb von 1356 Stück Rindvieh und 501 Schweinen, beschrieben wird. Der Herchenhainer Johannismarkt galt als wichtigster Markt in der gesamten Region, zumal bis ins 19. Jahrhundert die regional wichtige Straßenverbindung Frankfurter Straße den Ort durchquerte.

### Vereine

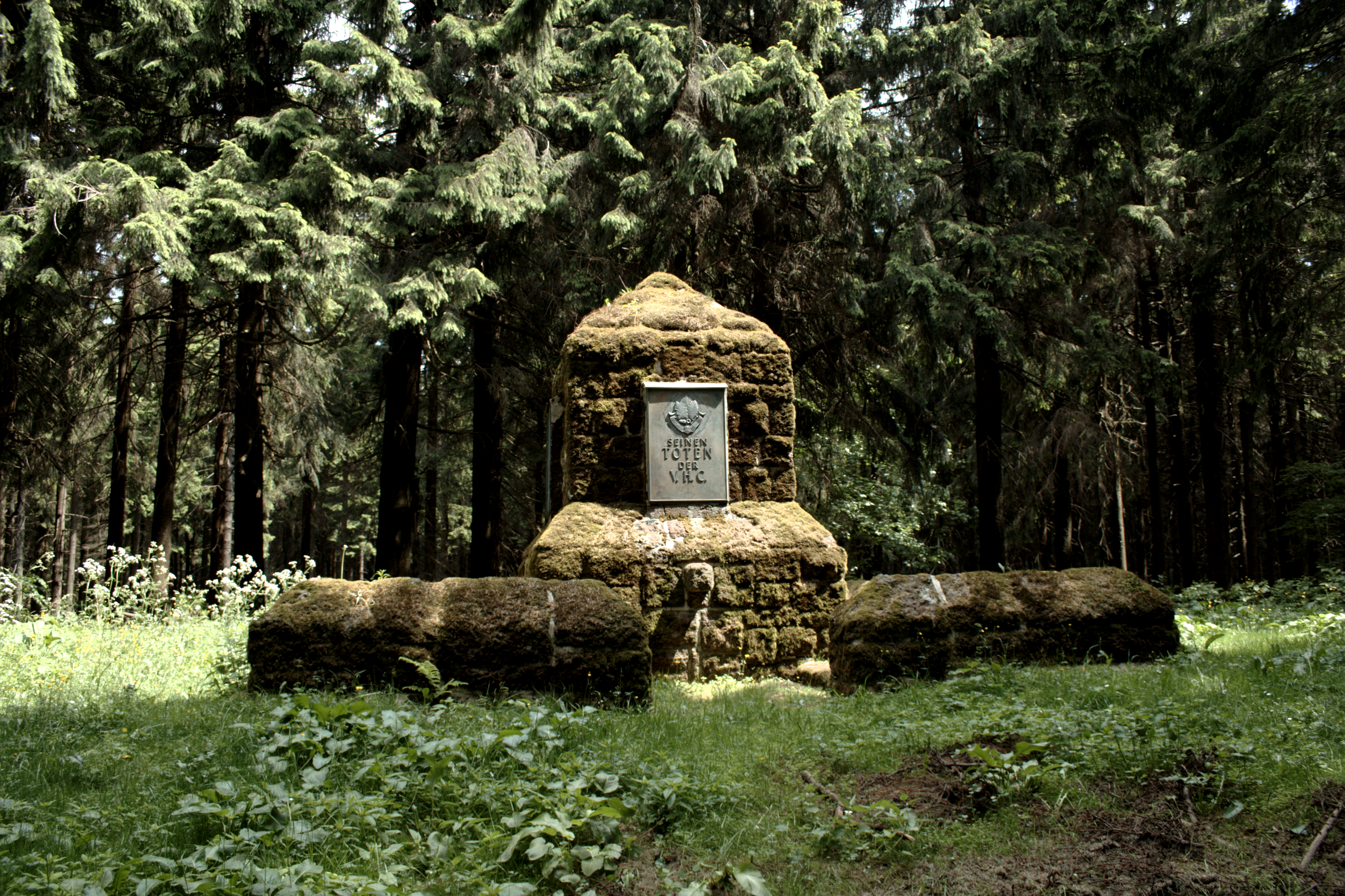
Gedenkstätte des VHC auf der Herchenhainer Höhe

Durch die Nähe zum Ortsteil Hartmannshain haben sich Vereine gebildet, denen Bewohner beider Ortschaften als Mitglieder angehören. Dazu gehören:
- der Sportverein Spvgg Hartmannshain/Herchenhain
- der Naturverein VHC Hartmannshain/Herchenhain

### Kulturdenkmäler
Siehe Liste der Kulturdenkmäler in Herchenhain.

## Wirtschaft und Infrastruktur
Herchenhain war ursprünglich ein vorwiegend von der Landwirtschaft geprägter Ort. Versuche zur Ansiedlung von Industrie scheiterten. Nach der Anbindung an die Bahnstrecke Bad Vilbel–Lauterbach 1906 entwickelte sich der Fremdenverkehr. Herchenhain gilt als Naherholungsgebiet für die Rhein-Main-Region. Es gibt Wanderwege, gespurte Loipen und einen Skilift.
In den späten 1960er Jahren entstand am Ortsrand ein ausgedehntes Wochenendhausgebiet. 1970 belief sich die Wohnbevölkerung Herchenhains auf 412 Einwohner. Damals existierten im Dorf 50 Wochenend bzw. Ferienhaus-Bauten bei gleichzeitig 80 Wohnungen für die seinerzeit im Dorf ansässige Bevölkerung. Zugleich gab es damals 53 noch nicht bebaute Wochenendparzellen. 30 Eigentümer der Wochenend- bzw. Ferienhäuser stammten aus der Region Untermain, 20 kamen aus dem Raum Gießen.
1926 wurde auf der Herchenhainer Höhe eine Jugendherberge erbaut und unter dem Namen Vater-Bender-Heim vom Vogelsberger Höhen-Club (VHC) betrieben. Sie wurde bei dem Bombenangriff 1941 zerstört und nie wieder aufgebaut. Heute trägt ein Wanderheim des VHC auf dem Hoherodskopf den Namen Vater-Bender-Heim. Auf dem Gelände der früheren Jugendherberge wurde 1961 das inzwischen geschlossene Hotel-Restaurant Bergrasthaus Herchenhainer Höhe eröffnet.
Die Landesstraße L 3338 durchquert Herchenhain im Süden und mündet im benachbarten Hartmannshain in die Bundesstraße 275.

## Söhne und Töchter des Ortes
- Karl Cappe (1770–1833), 1817 bis 1832 Landrat des Kreis Krefeld.
- Sebastian Weidner (1850–1904), von 1877 bis 1904 Bürgermeister von Herchenhain und 1896–1904 Abgeordneter der Landstände des Großherzogtums Hessen für die Freie Wirtschaftliche Vereinigung
- Ernst Weidner (1885–1956), 1921 Abgeordneter im Landtag des Volksstaates Hessen für die Deutsche Demokratische Partei und 1946 Mitglied im Beratenden Landesausschuss von Groß-Hessen
- Jasmin N. Weidner (* 1983), Autorin und Musikjournalistin